# Trans Europa Express (singolo)
Trans Europe Express è un singolo del gruppo musicale tedesco Kraftwerk, pubblicato nel 1977 come primo estratto dal sesto album in studio Trans Europa Express.

## Descrizione
Ralf Hütter ha composto la musica e, con l'aiuto di Florian Schneider, anche il testo. Il pezzo parla dell'omonima rete di treni rapidi internazionali europei.
Il testo delle canzoni contiene riferimenti ad altri artisti, come la frase "station to station", che cita l'omonimo album di David Bowie, e "meet Iggy Pop and David Bowie", allora entrambi residenti in Germania per registrare gli album The Idiot e Low. I riferimenti al cantante britannico sono inoltre una sorta di ringraziamento per la pubblicità che Bowie aveva fatto della musica dei Kraftwerk, dichiarando di girare ascoltando sempre l'album Autobahn a bordo della sua Mercedes, mentre era residente in Germania, facendo così conoscere l'album internazionalmente. Bowie stesso ripagherà l'omaggio dedicando a Florian Schneider una canzone dell'album "Heroes", V-2 Schneider.
Il singolo è stato pubblicato in numerose edizioni in tutto il mondo, con differenti lati B. L'edizione internazionale principale, riporta sul lato B il brano Franz Schubert, anch'esso tratto dall'album Trans Europa Express. Dello stesso singolo esistono differenti versioni con diversa durata dei brani contenuti.
Un remix del brano è stato pubblicato nella raccolta The Mix.

## Tracce
7" (Resto del mondo – I)
1. Trans Europe Express – 3:56
2. Franz Schubert – 3:25

7" (Resto del mondo – II)
1. Trans Europe Express – 4:00
2. Franz Schubert – 4:25

7" (Resto del mondo – III)
1. Trans Europe Express – 4:00
2. Franz Schubert – 3:25

7" (Regno Unito)
1. Trans-Europe Express (Edited Version)
2. Europe Endless

12" (Stati Uniti)
1. Trans-Metal Express – 5:42
2. Franz Schubert – 4:25

12" promozionale (Canada, Francia)
1. Trans Europe Express – 6:40
2. Metal on Metal – 6:52

7" promozionale (Stati Uniti)
1. Trans-Europe Express – 3:53
2. Trans-Europe Express – 3:53

12" promozionale (Stati Uniti)
1. Trans-Europe Express (Long Version) – 13:38
2. Trans-Europe Express (Short Version) – 5:42

CD (Stati Uniti)
1. Trans-Europe Express (LP Version) – 6:43
2. Trans-Europe Express (Single Version) – 3:55
3. Les Mannequins – 6:04
4. Showroom Dummies – 6:02

12" promozionale (Regno Unito)
1. Trans-Europe Express – 13:53
2. Trans Europe Express (Instr.) – 5:56

## Formazione
Gruppo
- Ralf Hütter – voce, sintetizzatore, Orchestron Synthanorma Sequenzer, elettronica
- Florian Schneider – voce, vocoder, Votrax, sintetizzatore, elettronica
- Wolfgang Flür – percussioni elettroniche
- Karl Bartos – percussioni elettroniche

Produzione
- Ralf Hütter – produzione, ricostruzione copertina (riedizione del 2009)
- Florian Schneider – produzione
- Peter Bollig – registrazione al Kling Klang Studio
- Thomas Kuckuck – missaggio al Rüssl Studio
- Bill Halverson – ingegneria del suono al Record Plant
- Maurice Seymour – fotografia (New York)
- J. Stara – fotografia (Parigi)
- Ink Studios – topografia

## Classifiche
| Classifica (1977-78) | Posizione massima |
| -------------------- | ----------------- |
| Belgio (Vallonia)    | 26                |
| Stati Uniti          | 25                |
| Svezia               | 15                |